# Teorema della permanenza del segno
Il teorema della permanenza del segno è un teorema di analisi matematica. Assume forme diverse a seconda del contesto, ed afferma che se un limite è strettamente positivo allora l'oggetto che vi converge è sempre positivo "da un certo punto in poi" o in un "certo intorno". Si applica soprattutto a successioni e funzioni.

## Successioni

### Enunciato
Il teorema della permanenza del segno per le successioni afferma che:
Una successione {\displaystyle \{a_{n}\}} che tende a un limite strettamente positivo {\displaystyle a>0} (che può essere anche {\displaystyle +\infty }) ha definitivamente soltanto termini positivi. In altre parole, esiste un {\displaystyle N} tale che {\displaystyle a_{n}>0} per ogni {\displaystyle n>N}.
Analogamente, una successione che tende a un limite strettamente negativo ha definitivamente soltanto termini negativi. 

### Dimostrazione
Se {\displaystyle a} è finito, basta prendere {\displaystyle \varepsilon ={\frac {a}{2}}} nella definizione di limite: esiste quindi un {\displaystyle N} tale che {\displaystyle a_{n}} è nell'intervallo {\displaystyle \left(a-{\frac {a}{2}},a+{\frac {a}{2}}\right)} per ogni {\displaystyle n>N}; poiché {\displaystyle a-{\frac {a}{2}}>0}, allora {\displaystyle a_{n}>0} per ogni {\displaystyle n>N}.
Se {\displaystyle a=+\infty }, per la definizione di divergenza, dato un {\displaystyle M>0} qualsiasi, esiste {\displaystyle N} tale che {\displaystyle a_{n}>M} per ogni {\displaystyle n>N}.

### Esempi
- La successione

{\displaystyle a_{n}=\left(1+{\frac {1}{n}}\right)^{n}-2,5}
converge ad {\displaystyle e-2,5}, dove {\displaystyle e=2,71828\ldots } è il numero di Nepero. Il limite {\displaystyle e-2,5=0,21828\ldots } è strettamente positivo, quindi esiste un {\displaystyle N} tale che {\displaystyle a_{n}>0} per ogni {\displaystyle n>N}.
- Un teorema di questo tipo non vale se il limite è zero: una successione che converge a zero può avere infiniti termini di ambo i segni, ad esempio {\displaystyle a_{n}=(-1)^{n}/n}

{\displaystyle -1,{\frac {1}{2}},-{\frac {1}{3}},{\frac {1}{4}},-{\frac {1}{5}},{\frac {1}{6}},\ldots }

### Enunciato per una funzione non necessariamente continua in x_{0}.

Poiché f(x_{0})>0, esiste un intorno U di x_{0} (in verde) tale che f(x)>0 in U

## Funzioni

### Enunciato per una funzione non necessariamente continua in x0.
Sia {\displaystyle f:X\to \mathbb {R} } una funzione reale a variabile reale definita su un sottoinsieme {\displaystyle X} dei numeri reali, che ha limite
{\displaystyle \lim _{x\to x_{0}}f(x)=l>0}
strettamente positivo in un punto {\displaystyle x_{0}} di accumulazione per {\displaystyle X}. 
Allora esiste un intorno {\displaystyle U} di {\displaystyle x_{0}} tale che {\displaystyle f(x)>0} per ogni {\displaystyle x} in {\displaystyle U\cap X} diverso da {\displaystyle x_{0}}.

### Dimostrazione
Poiché {\displaystyle l>0} si può porre {\displaystyle \varepsilon =l}. Per l'ipotesi dell'esistenza del limite, e quindi per definizione di limite, esiste certamente in corrispondenza di {\displaystyle \varepsilon =l} un intorno {\displaystyle U} di {\displaystyle x_{0}} tale che {\displaystyle |f(x)-l|<l=\varepsilon } per ogni {\displaystyle x\neq x_{0}} del dominio in {\displaystyle U}. Quindi, per tali {\displaystyle x} si ha {\displaystyle l-l<f(x)<l+l} , cioè {\displaystyle 0<f(x)<2l}, pertanto la funzione è positiva in {\displaystyle U\cap X}, escluso al più {\displaystyle x_{0}}.

#### Nota
Se {\displaystyle l<0}, esisterà un intorno {\displaystyle U} di {\displaystyle x_{0}}, in cui, in ogni suo punto escluso al più {\displaystyle x_{0}}, {\displaystyle f(x)<0} . Nella dimostrazione si dovrà prendere {\displaystyle \varepsilon =-l} , risultando così {\displaystyle l+l<f(x)<0} in {\displaystyle U\cap X} escluso al più {\displaystyle x_{0}}.

### Enunciato per una funzione continua in x0.
Sia {\displaystyle f:X\to \mathbb {R} } una funzione reale a variabile reale definita e continua su un sottoinsieme {\displaystyle X} dei numeri reali, tale che:
{\displaystyle f(x_{0})>0}
dove {\displaystyle x_{0}} è un punto di accumulazione per {\displaystyle X}.
Allora esiste un intorno {\displaystyle U} di {\displaystyle x_{0}} tale che {\displaystyle f(x)>0} per ogni {\displaystyle x} in {\displaystyle U\cap X}.

### Dimostrazione
L'ipotesi di continuità di {\displaystyle f} implica che:
{\displaystyle \lim _{x\to x_{_{0}}}f(x)=f(x_{0})}
Per ipotesi, {\displaystyle f(x_{0})>0}, dunque per il teorema precedente segue l'asserto.
Nota
Se {\displaystyle f(x_{0})<0} il limite è negativo, quindi si applichi la nota al teorema precedente per concludere che esiste un intorno {\displaystyle U} di {\displaystyle x_{0}} tale per cui per ogni {\displaystyle x\in U\cap X} si abbia {\displaystyle f(x)<0}.

#### Osservazione 1
In questo teorema da {\displaystyle U\cap X} non va escluso {\displaystyle x_{0},} essendo {\displaystyle f} continua in {\displaystyle x_{0}.}

#### Osservazione 2
Se {\displaystyle X} è un intervallo, si può omettere di specificare che {\displaystyle x_{0}} debba essere di accumulazione, perché tutti i punti di un intervallo sono di accumulazione per l'intervallo stesso, inclusi gli estremi che non gli appartengono.

#### Nota 1
Se {\displaystyle l<0}, esisterà un intorno {\displaystyle U} di {\displaystyle x_{0}} in ogni punto del quale {\displaystyle f(x)<0} . Nella dimostrazione si potrà prendere {\displaystyle \varepsilon =-l} , risultando così {\displaystyle l+l<f(x)<0} in {\displaystyle U\cap X} (da cui non si esclude {\displaystyle x_{0},} per la continuità di {\displaystyle f} anche in {\displaystyle x_{0}.})
Per mezzo del teorema della permanenza del segno si dimostra il così détto suo "inverso".

### Inverso del teorema della permanenza del segno
Sia {\displaystyle f} una funzione reale a variabile reale definita nell'intervallo aperto {\displaystyle X}  e  {\displaystyle \lim _{x\to x_{0}}f(x)=l}.
a) Se esiste  un intorno {\displaystyle U} di {\displaystyle x_{0}} in ogni punto del quale, escluso al più {\displaystyle x_{0},} è {\displaystyle f(x)\geq 0,} allora {\displaystyle l\geq 0.}
b) Se esiste  un intorno {\displaystyle U} di {\displaystyle x_{0}} in ogni punto del quale, escluso al più {\displaystyle x_{0},} è {\displaystyle f(x)\leq 0,} allora {\displaystyle l\leq 0.}
Dimostrazione
a) Negando la tesi, si ha {\displaystyle l<0}. Per il teorema della permanenza del segno esiste certamente un intorno {\displaystyle U^{*}} di {\displaystyle x_{0}} in ogni punto del quale, escluso al più {\displaystyle x_{0}}, risulta {\displaystyle f(x)<0}. Ma allora in ogni punto {\displaystyle x\neq x_{0}} di {\displaystyle U^{*}\cap U\cap X} risulta sia {\displaystyle f(x)\geq 0}  (per ipotesi) sia {\displaystyle f(x)<0}, ma ciò è assurdo: {\displaystyle f} non può assumere valori distinti in uno stesso punto {\displaystyle x.} Dunque è {\displaystyle l\geq 0.}
b) Come in a) mutatis mutandis.

#### Osservazione 3
Gli inversi dei teoremi si ottengono, quando è possibile, scambiando ipotesi e tesi. Nell'inverso del teorema della permanenza del segno si fa abuso di linguaggio perché non c'è perfetto scambio tra ipotesi e tesi a causa della presenza del segno uguale.

#### Nota 2
Ovviamente nell'enunciato del teorema non si esclude {\displaystyle x_{0}} se {\displaystyle f} è continua in {\displaystyle x_{0}} . In tale caso, come è noto, è  {\displaystyle l=f(x_{0})}.